# صاحبة السعادة
صاحبة السعادة هو برنامج تلفزيوني تقدمه إسعاد يونس تستضيف فيه نوعية مختلفة من النجوم وصناع الفن، نجوم الرياضة، صناع الموسيقى بالإضافة إلى الترويج للصناعات المصرية والتعريف بالمطاعم المصرية الشهيرة قديمًا وحديثًا، علاوة على دعمه لقصص النجاح الملهمة.بدأ عرض البرنامج في عام 2014 على قناة شبكة قنوات سي بي سي وحظى بمتابعة واسعة من المتابعين وفي 2018 انتقل البرنامج ليذاع على قناة دي إم سي.لا يقتصر الضيوف على الشخصيات المصرية فقط، فتم استضافة شخصيات أجنبية مثل الممثلة التركية مريم أوزرلي  والمغني الجزائري الشاب خالد.

## التأثير
صرح رئيس مجلس إدارة شركة قها أنه بعد إذاعة حلقة «صنع في مصر» في برنامج صاحبة السعادة شهدت الشركة طفرة كبيرة في الإنتاج. كما صرح مدير التسويق بشركة كورنا للشوكولاتة أنه بعد إذاعة حلقة صنع في مصر شهدت الشركة طفرة كبيرة في النمو وأن المبيعات زادت بنسبة 150%.